# Carl von Braitenberg

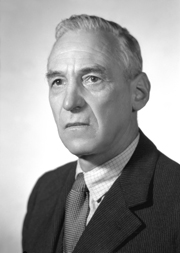
Carl von Braitenberg (1948)

Carl (Karl) von Braitenberg (geboren 6. Februar 1892 in Meran, Österreich-Ungarn; gestorben 19. Januar 1984 in Bozen, Italien) war ein italienischer Politiker aus Südtirol.

## Leben
Braitenberg wurde als Sohn eines Arztes geboren und studierte von 1911 bis 1914 Jura an den Universitäten Wien und Innsbruck, wo er 1918 sub auspiciis Imperatoris promovierte. Im Ersten Weltkrieg war er österreichischer Oberleutnant in Galizien und im Trentino. Nach der italienischen Annexion Südtirols und während des italienischen Faschismus arbeitete Braitenberg zunächst bei der Südtiroler Handelskammer, ehe ihn der italienische Staat im Rahmen der Italianisierung aus seiner Stellung verdrängte. 1928 wurde er Rechtskonsulent bei der Südtiroler Sparkasse, deren Präsident er schließlich von 1945 bis 1953 wurde. In der Optionsfrage 1939 entschied er sich für einen Verbleib in Südtirol. 1945 war er kurzzeitig Vizebürgermeister von Bozen und ging von 1948 bis 1958 als Vertreter des Wahlkreises Bozen und Mitglied der Südtiroler Volkspartei in den italienischen Senat. Von 1958 bis 1959 war er Mitglied der Europäischen Parlamentarischen Versammlung in Straßburg. In Südtirol war er von 1959 bis 1969 Präsident des Landesfremdenverkehrsamtes Bozen.
Er veröffentlichte verschiedene Artikel zur Landeskunde und Regionalgeschichte Tirols in der Zeitschrift Der Schlern und sorgte für die bauliche Sicherung der Zenoburg in Meran.
Im Jahr 1961 erhielt er den Verdienstorden der Italienischen Republik (Großoffizier (Grande Ufficiale)).
Carl von Braitenberg war mit Ida von Walther verheiratet; sie hatten vier Kinder, darunter der Mediziner Valentin Braitenberg.

## Schriften

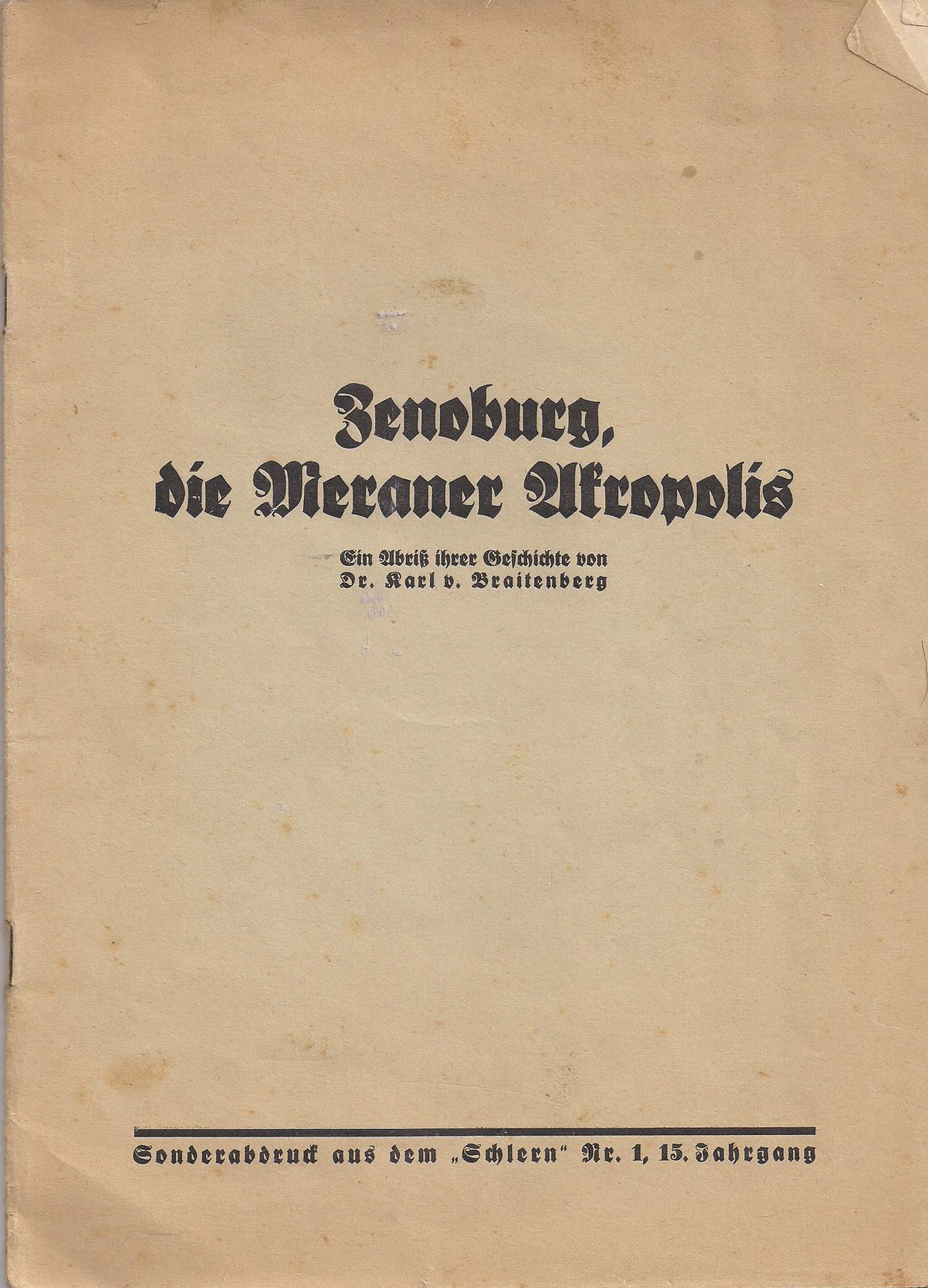
Zenoburg, die Meraner Akropolis (1934)

- Zenoburg, die Meraner Akropolis. Ein Abriß ihrer Geschichte. In: Der Schlern 15, 1934, S. 15–34 (Digitalisat der Landesbibliothek Dr. Friedrich Teßmann).
- 300 Jahre Schießstand in der Oberbozner „Sommerfrisch“. Amonn, Bozen 1968.
- Unter schwarzbrauner Diktatur. Erinnerungen eines Familienvaters. Arunda, Schlanders 1976.
- Tiroler Schützen-Scheiben. Der Oberbozner Schießstand. Athesia, Bozen 1979.